# De Russie sans amour
De Russie sans amour (France) ou Pas si bons baisers de Russie (Québec) (From Russia Without Love) est un épisode de la série télévisée d'animation Les Simpson. Il s'agit du sixième épisode de la trentième saison et du 645e de la série.

## Synopsis
Après un prologue situé à la préhistoire intitulé "L'Aube de la bière", où Moe fait découvrir la bière à un Homer cro-magnon, on retrouve Homer et Marge qui font la liste des personnes à inviter pour Thanksgiving. Cette dernière demande à limiter le nombre d'invités cette année, car l'année passée les dépenses en alcool étaient trop élevées. Elle suggère de ne pas inviter Moe, car il avait amené une poupée gonflable comme invitée la dernière fois. Elle charge Homer de l'annoncer à Moe, celui-ci se désole d'être rejeté par celui qu'il considère comme son ami. Au même instant, Bart fait un canular téléphonique à Moe, mais ce dernier ne se fait pas avoir et Bart est pris à son propre piège. Pour se venger, Il décide, avec Milhouse et Nelson, d'aller dans une boutique d'armes anciennes pour acheter une arme, le vendeur les fait descendre au sous-sol où ils peuvent naviguer sur le dark web. Plutôt que des armes, ils décident de commander une fiancée russe pour Moe pour lui briser le cœur. Celle-ci arrive au bar de Moe et lui présente le contrat signé par ce dernier. Au fur et à mesure, il s'éprend d'elle, mais a peur d'avoir encore le cœur brisé.

## Réception
Lors de sa première diffusion, l'épisode a attiré 2,35 millions de téléspectateurs.